# Distrito de Largentière
El distrito de Largentière es un distrito (en francés arrondissement) de Francia, que se localiza en el département Ardèche, de la région Ródano-Alpes (en francés Rhône-Alpes). Cuenta con 10 cantones y 103 comunas.
La capital de un departamento se llama subprefectura (sous-préfecture). Cuando un departamento contiene la prefectura (capital) del departamento, esa prefectura es la capital del distrito, y se comporta tanto como una prefectura como una subprefectura.

## División territorial

### Cantones
Los cantones del distrito de Largentière son:
1. Cantón de Burzet
2. Cantón de Coucouron
3. Cantón de Joyeuse
4. Cantón de Largentière
5. Cantón de Montpezat-sous-Bauzon
6. Cantón de Saint-Étienne-de-Lugdarès
7. Cantón de Thueyts
8. Cantón de Valgorge
9. Cantón de Vallon-Pont-d'Arc
10. Cantón de Les Vans

### Comunas
| 1. Les Assions (07017)                 | 2. Astet (07018)                      | 3. Balazuc (07023)                  | 4. Banne (07024)                       |
| 5. Barnas (07025)                      | 6. Beaulieu (07028)                   | 7. Beaumont (07029)                 | 8. Berrias-et-Casteljau (07031)        |
| 9. Bessas (07033)                      | 10. Borne (07038)                     | 11. Burzet (07045)                  | 12. Le Béage (07026)                   |
| 13. Cellier-du-Luc (07047)             | 14. Chambonas (07050)                 | 15. Chandolas (07053)               | 16. Chassiers (07058)                  |
| 17. Chauzon (07061)                    | 18. Chazeaux (07062)                  | 19. Chirols (07065)                 | 20. Coucouron (07071)                  |
| 21. Cros-de-Géorand (07075)            | 22. Dompnac (07081)                   | 23. Fabras (07087)                  | 24. Faugères (07088)                   |
| 25. Gravières (07100)                  | 26. Grospierres (07101)               | 27. Issanlas (07105)                | 28. Issarlès (07106)                   |
| 29. Jaujac (07107)                     | 30. Joannas (07109)                   | 31. Joyeuse (07110)                 | 32. Labastide-de-Virac (07113)         |
| 33. Labeaume (07115)                   | 34. Lablachère (07117)                | 35. Laboule (07118)                 | 36. Le Lac-d'Issarlès (07119)          |
| 37. Lachapelle-Graillouse (07121)      | 38. Lagorce (07126)                   | 39. Lalevade-d'Ardèche (07127)      | 40. Lanarce (07130)                    |
| 41. Largentière (07132)                | 42. Laurac-en-Vivarais (07134)        | 43. Laval-d'Aurelle (07135)         | 44. Laveyrune (07136)                  |
| 45. Lavillatte (07137)                 | 46. Lespéron (07142)                  | 47. Loubaresse (07144)              | 48. Malarce-sur-la-Thines (07147)      |
| 49. Malbosc (07148)                    | 50. Mayres (07153)                    | 51. Mazan-l'Abbaye (07154)          | 52. Meyras (07156)                     |
| 53. Montpezat-sous-Bauzon (07161)      | 54. Montréal (07162)                  | 55. Montselgues (07163)             | 56. Orgnac-l'Aven (07168)              |
| 57. Payzac (07171)                     | 58. Le Plagnal (07175)                | 59. Planzolles (07176)              | 60. Pont-de-Labeaume (07178)           |
| 61. Prades (07182)                     | 62. Pradons (07183)                   | 63. Prunet (07187)                  | 64. Péreyres (07173)                   |
| 65. Ribes (07189)                      | 66. Rocher (07193)                    | 67. Rocles (07196)                  | 68. Rosières (07199)                   |
| 69. Le Roux (07200)                    | 70. Ruoms (07201)                     | 71. Sablières (07202)               | 72. Sagnes-et-Goudoulet (07203)        |
| 73. Saint-Alban-Auriolles (07207)      | 74. Saint-Alban-en-Montagne (07206)   | 75. Saint-André-Lachamp (07213)     | 76. Saint-André-de-Cruzières (07211)   |
| 77. Saint-Cirgues-de-Prades (07223)    | 78. Saint-Cirgues-en-Montagne (07224) | 79. Saint-Genest-de-Beauzon (07238) | 80. Saint-Laurent-les-Bains (07262)    |
| 81. Saint-Mélany (07275)               | 82. Saint-Paul-le-Jeune (07280)       | 83. Saint-Pierre-Saint-Jean (07284) | 84. Saint-Pierre-de-Colombier (07282)  |
| 85. Saint-Sauveur-de-Cruzières (07294) | 86. Saint-Étienne-de-Lugdarès (07232) | 87. Sainte-Eulalie (07235)          | 88. Sainte-Marguerite-Lafigère (07266) |
| 89. Salavas (07304)                    | 90. Les Salelles (07305)              | 91. Sampzon (07306)                 | 92. Sanilhac (07307)                   |
| 93. La Souche (07315)                  | 94. Tauriers (07318)                  | 95. Thueyts (07322)                 | 96. Usclades-et-Rieutord (07326)       |
| 97. Uzer (07327)                       | 98. Vagnas (07328)                    | 99. Valgorge (07329)                | 100. Vallon-Pont-d'Arc (07330)         |
| 101. Les Vans (07334)                  | 102. Vernon (07336)                   | 103. Vinezac (07343)                |                                        |